# Jacobaea minuta
Jacobaea minuta es una especie  herbácea de la familia de las asteráceas.

## Descripción
Es uno de los senecios más pequeños. Tiene tallos pelosos, rojizos, de hasta 15 cm., erectos y sin dividir generalmente; hojas inferiores sin rabillo, en forma de espátula, a veces partidas, caedizas al igual que las superiores. Florece en primavera, con flores compuestas, de 1 cm, las extremas con lígulas de color amarillo intenso. Semillas que portan vilano de hasta 4 mm, para ser dispersadas por el viento.

## Distribución y hábitat
En el centro y sur de la península ibérica. Habita en zonas calizas altas. En pastizales pobres de suelos arenosos.

## Taxonomía
Jacobaea minuta fue descrita por (Cav.) Pelser & Veldkamp y publicado en Compositae Newslett. 44: 8. 2006.
Etimología
Jacobaea: nombre genérico que podría derivar de dos fuentes posibles: (1) de Santiago el Mayor (o Jacobo); o (2) en referencia a la isla de St. Jago (Cabo Verde).
minuta: epíteto latíno que significa "vulgar, común" 
Sinonimia
- Cineraria heterophylla Ortega
- Cineraria minuta Cav.
- Senecio minutus (Cav.) DC.[4]

## Nombre común
- Castellano: manzanilla navarra, vara de San Fermín.[5]